# Іван Чорнота
Іван (Герасим?) Чорнота (Чернята, Чарнота; нар. 1613 — пом. 1650) — український державний і військовий діяч, полковник, генеральний обозний (1649—1650), сподвижник Гетьмана Війська Запорозького Богдана Хмельницького.

## Життєпис
Походив з покозаченого шляхетського роду Чорнот-Діаментівських гербу «Сас» з Животова. Мав, очевидно, добру освіту.
1648 року вступив на службу Війську Запорозькому. Чи брав він участь у перших битвах — невідомо. За версією Володимира Кривошеї Іван Чорнота міг бути Животівським полковником під час короткого існування Животівського полку 1648 року.
Вперше згадується серед чільної старшини Війська Запорозького під час Львівської облоги 1648 року. Під час облоги
Замостя 1648 року був поранений в ногу. Вже тоді звався генеральним обозним. За тодішніми рангами це була друга людина в державі після Гетьмана Війська Запорозького.
У лютому 1649 року хворів в Переяславі, а в квітні вже знову був на службі. В званні наказного гетьмана керував Збаразькою облогою 1649 року, коли Гетьман Богдан Хмельницький повів головне війська на Зборівську битву 1649 року.
Після укладення Зборівського договору 1649 року керував складанням Реєстру Війська Запорозького, до якого був вписаний третім після Гетьмана Богдана Хмельницького і його сина Тимофія з зазначенням посади «обозний військовий». Далі в джерелах не згадується, а в другій половині 1650 року генеральним обозним вже був Іван Волевач.
Іван Чорнота оспіваний Адріаном Кащенком в повісті «У запалі боротьби». Є також одним з головних героїв трилогії Михайла Старицького «Богдан Хмельницький»